# 京橋花月
京橋花月（きょうばしかげつ、2008年11月28日 - 2011年11月30日）は、大阪府大阪市・京橋駅前に建っているKiKi京橋の5Fにかつて存在した演芸場。よしもとクリエイティブ・エージェンシー（以下、吉本）直営。施設保有は京阪電気鉄道でありテナントとして入居していた。

## 概要
2008年（平成20年）10月に閉場したうめだ花月の事業を継承し、同年11月28日開業した。客席数は500席で、吉本の演芸場の中ではなんばグランド花月に次ぐ2番目の大きさの中規模演芸場として位置づけられており、年間で30万人の集客を目標としていた。
なお、劇場完成に先駆けて、当地にほど近い大阪ビジネスパークにて「Go!Go!京橋花月」というイベントを続けていた。
プログラムは12時開演のベテラン若手関係なく漫才・落語・ピン芸人・新喜劇等が出演する「ひる寄席」と19時開演の芝居中心に構成された「よる芝居」に分かれていた。またかつてなんば花月やうめだ花月、京都花月で行われていた「ポケットミュージカルス」も復活させ吉本新喜劇の座員などが歌や踊り、コント等で出演していた。
2009年に京橋花月よる芝居劇団というよる芝居を中心に活動する劇団を設立。オーディションにより専属の劇団員が募集され、2010年3月に旗揚げ公演が行われた。
2009年9月からは米朝事務所と共同で「よしこめ落語会」という落語会が定期的に開催されていた。
2010年7月からはより気軽にライブを見られるよう、寄席演芸と新喜劇がセットであったプログラムを「特選花月I部」（ベテラン組）・「吉本新喜劇」・「特選花月II部」（中堅・若手組）に3分割し、好みのプログラムを選んで見られるように変更された。1本あたりのプログラム料金は従来の半額程度（2,000 - 2,500円）とされるため、寄席演芸のどちらか1本と新喜劇を通しで見た場合に従来の上演時間・料金ともほぼ同じとなるよう配慮されている。また夕方には30分500円で気軽に見られる「ワンコインライブ」、『M-1グランプリ』『R-1ぐらんぷり』『キングオブコント』出場を目指す芸人がしのぎを削る、1時間1,000円の「1Hライブ」が新設された。
当劇場に近接する読売テレビとの関わりが深く、深夜ライブの生中継や、同社が製作している『にけつッ!!』の公開収録を行なうこともあった。

### 閉館とその後
オープン1年目の来場客数は目標の30万人には及ばなかったものの、延べ23万人を数え盛況であった。しかしその後は平日のひる寄席が定員の半分足らずの客しか埋まらない日もあるなど、連日大入り満員のなんばグランド花月と格差が拡がり、厳しい状況にあった。
2011年7月に京都市東山区によしもと祇園花月が開業した影響や来客数とテナント料のバランスを考慮した結果、施設保有者である京阪電鉄と4年目のテナント契約を更新せず、2011年11月いっぱいをもって閉館した。なお、同館の緞帳は閉館後、よしもと祇園花月で再利用されている。
跡地はしばらく空きテナントとなった後、2012年11月3日に大衆演劇羅い舞（らいぶ）座が入居し、『羅い舞座 京橋劇場』と改称され、リニューアルオープンしている。

## 脚註
1. ↑  “京橋花月ラストスパート 特別ネタ&季調トークで涙のお別れ”. お笑いナタリー (ナターシャ). (2011年11月28日) 2014年1月2日閲覧。
2. ↑  “「京橋花月」オープン　笑福亭仁鶴ら鏡開き”. MSN産経ニュース. (2008年11月28日).  オリジナルの2008年12月11日時点におけるアーカイブ。 2022年11月2日閲覧。
3. ↑  “「京橋花月」開業迫る－吉本興業が概要発表、こけら落としに豪華キャストも”. 京橋経済新聞. (2008年11月4日) 2020年11月17日閲覧。
4. ↑  “「京橋花月」「品川よしもと」１１月で閉館”. スポニチアネックス (スポーツニッポン). (2011年10月17日) 2014年1月2日閲覧。
5. ↑  “ぢんさんともちゃん新喜劇!”. 日本メンターアカデミー理事長 天宮玲桜しあわせ日記.  サイバーエージェント (2013年8月2日). 2014年1月2日閲覧。
6. ↑  “京橋に日本最大級の大衆演劇劇場「羅い舞座（らいぶざ）」オープン”. 京橋経済新聞. (2012年11月3日) 2020年11月17日閲覧。